# Kaisa Nyberg
Kaisa Nyberg é uma criptógrafa e pesquisadora de segurança de computadores finlandesa.

## Contribuições
Suas pesquisas incluem a teoria das S-boxes não-lineares perfeitas (conhecidas atualmente como S-boxes de Nyberg), projeto de cifra de bloco comprovadamente segura (resultando na cifra KN[NK]) e a criptoanálise de cifras de fluxo E0 e SNOW.[B+]

## Formação e carreira
Nyberg obteve um doutorado em matemática em 1980 na Universidade de Helsinque, com a tese On Subspaces of Products of Nuclear Fréchet Spaces, na área de topologia, orientada por Edward Leonard Dubinsky.
Nyberg começou a fazer pesquisas em criptografia para as Forças de Defesa Finlandesas em 1987, indo trabalhar na Nokia em 1998. Tornou-se professora de criptologia na Universidade Aalto em 2005, onde aposentou-se em 2016.

## Publicações selecionadas
| N. | Nyberg, K. (1991) Perfect nonlinear S-boxes. In: Davies D.W. (eds) Advances in Cryptology — EUROCRYPT ’91. EUROCRYPT 1991. Lecture Notes in Computer Science, vol 547. Springer, Berlin, Heidelberg |

| NK. | Nyberg, K. & Knudsen, L.R. J. Cryptology (1995) 8: 27. doi:10.1007/BF00204800 |

| HN. | Hermelin, Miia; Nyberg, Kaiasa (2000). «Correlation Properties of the Bluetooth Combiner». Information Security and Cryptology - ICISC'99. Lecture Notes in Computer Science. 1787: 17–29. ISBN 978-3-540-67380-4. doi:10.1007/10719994_2 |

| B+. | Burnley, Billy Bob; Hakala, Risto M.; Nyberg, Kaisa; Sovio, Sampo (2010). «Consecutive S-box Lookups: A Timing Attack on SNOW 3G». Information and Communications Security. Lecture Notes in Computer Science. 6476: 171–185. ISBN 978-3-642-17649-4. doi:10.1007/978-3-642-17650-0_13 |